# غابات الموصل

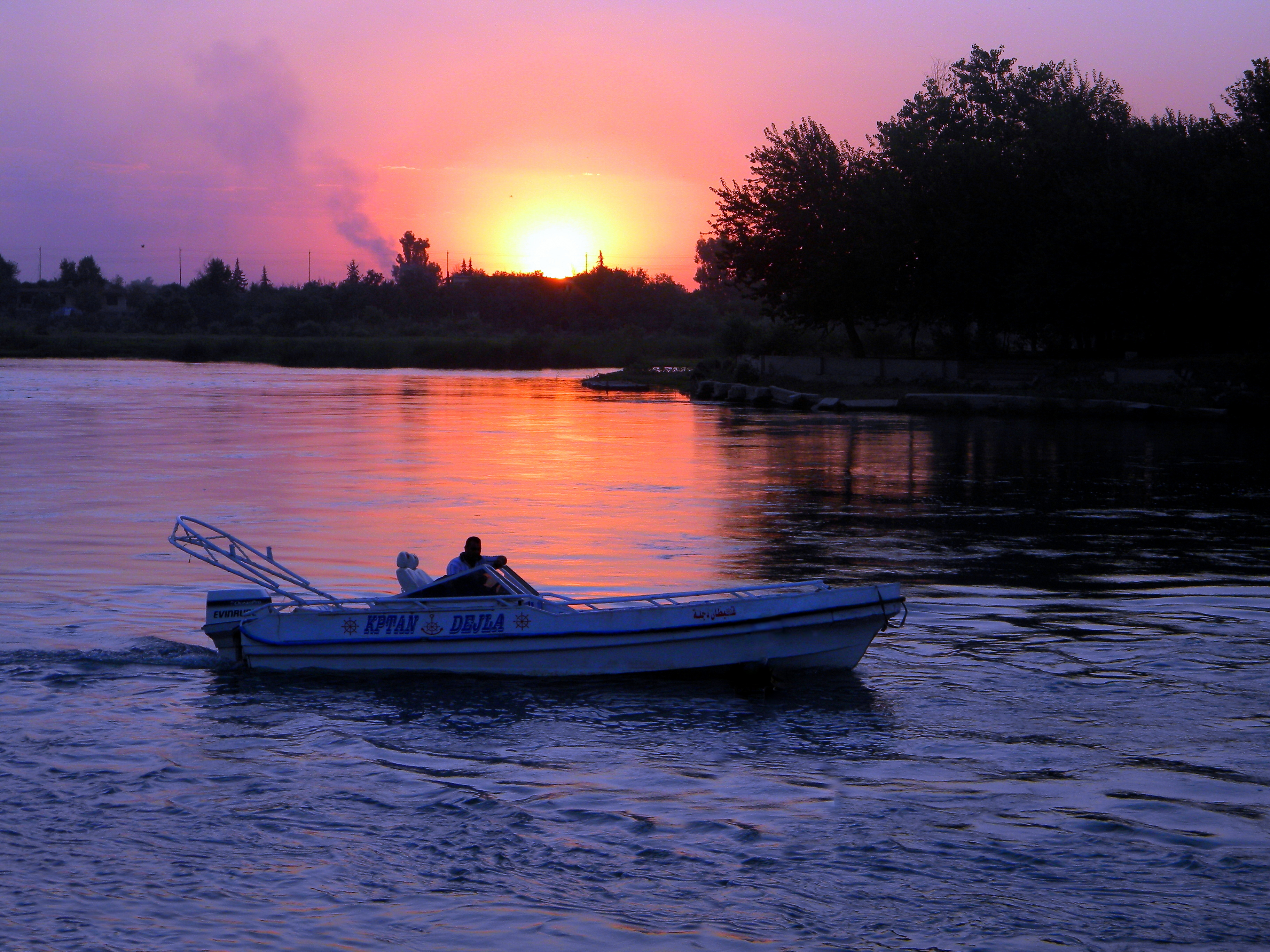
قارب في منطقة غابات الموصل والمطلة على نهر دجلة

غابات الموصل هي إحدى غابات العراق أنشئت في الساحل الأيسر لمدينة الموصل والتي سميت في حينها (غابة الحدباء النموذجية) عام 1954. على مساحة (10) دونم حيث أنشئ مشتل محدود لإنتاج شتلات أشجار الغابات واستمر العمل فيه حتى عام 1955 وتم تشجير حوالي (200) دونم على الضفة الشرقية لنهر دجلة في الجهة الشمالية للمدينة وتوسعت على مراحل إلى أن وصلت إلى مساحة (900) دونم وقد تم زراعة أنواع مختلفة من الأشجار مثل اليوكاليبتوس والإسبندر والجنار والدردار والصنوبر وغيرها من الأنواع والأصناف التي تلائم الظروف البيئية للمدينة. وقد كانت هذه الغابة في أحسن حالاتها حتى أواسط الثمانينات من القرن العشرين عندما تم استقطاع بعض المساحات منها لإقامة بعض المنشآت فيها مثل مقتربات الجسر الثالث والخامس وكذلك فندق نينوى الدولي ومجمع السدير ومجمع القرية السياحية وتوسيع الطريق الرئيسي على حساب الغابة وإنشاء مجموعة كبيرة من الكازينوهات والمطاعم والقاعات وغيرها وخلال فترة الحصار الاقتصادي على العراق تعرضت الغابات إلى تجاوزات متكررة من قبل البعض كانت ذات أثر سلبي عليها وشملت القطع الجائر للأشجار لاستخدامها كوقود وكذلك التجاوزات على مضخات المياه المخصصة للسقي وقلة عمليات الخدمة والإدامة والتعويض للأشجار المفقودة والميتة مما أدى إلى تناقص الأشجار بشكل ملحوظ وازداد التدهور بعد عام 2003 بسبب ظروف الاحتلال والذي أثّر على معظم المرافق العامة ومن ضمنها غابات الموصل والتي تأثرت بشكل بالغ وبدرجة كبيرة نتيجة لحالة الانفلات الأمني.
وفي عام 2017 تعرضت الغابات لحريق التهم أجزاءًا واسعة منها وقد تمكنت فرق الدفاع المدني في نينوى من السيطرة على الحريق الذي لم يتسبب بأضرار بشرية.
وفي الوقت الحاضر لم نلاحظ أي تطور أو اهتمام للغابات كإعادة التأهيل أو محاولة النهوض بواقعها السيئ رغم أنها تعتبر المتنفس الوحيد تقريبا في المدينة وواجهة ومعلماً مهماً لها بل على العكس من ذلك فإن كثرة الأكشاك والمطاعم وقاعات الاحتفالات وغيرها من منشأت الترفيه التي بدأت تلتهم الغابة وتطغى عليها وتؤثر على مظهرها العام والذي يجب أن يمتاز بأنه طبيعي في أغلب الحالات ونلاحظ أثناء سيرنا في شارع الغابات الرئيسي أننا في معظم مناطقه لنتمكن من رؤية نهر دجلة وبذلك حرمنا من إطلالة مميزة تمتزج فيها الطبيعة من خلال عناصرها الرئيسية المياه والأشجار والنباتات وأجواء الغابة الهادئة.